# مات ليتل
مات ليتل (بالإنجليزية: Matt Little)‏ هو سياسي أمريكي، ولد في 24 نوفمبر 1984 في مقاطعة داكوتا في الولايات المتحدة. حزبياً، نشط في الحزب الديمقراطي.

## وصلات خارجية
- الموقع الرسمي